# Sinovica
Sinovica – wieś w Słowenii, w gminie Sodražica. W 2018 roku liczyła 10 mieszkańców.